# 96 f.Kr.

## Händelser

### Efter plats

#### Romerska republiken
- Gaius Cassius Longinus och Gnaeus Domitius Ahenobarbus blir konsuler i Rom.
- Cyrene överlämnas av sin härskare Ptolemaios Apion till Rom.

#### Seleukiderriket
- Seleukos VI blir kung över seleukiderna vid sin fader Antiochos VIII:s död, varpå han besegrar Antiochos IX.

#### Kina
- Den kinesiska Handynastins Taishiera inleds.

## Avlidna
- Ptolemaios Apion, kung av Cyrene.
- Antiochos VIII, kung över seleukiderna (mördad).
- Antiochos IX, kung över seleukiderna (stupad).